# Délegyháza
Délegyháza là một thị trấn thuộc hạt Pest, Hungary. Thị trấn này có diện tích 25,42 km², dân số năm 2010 là 3291 người, mật độ 129 người/km².